# Simon Grunau

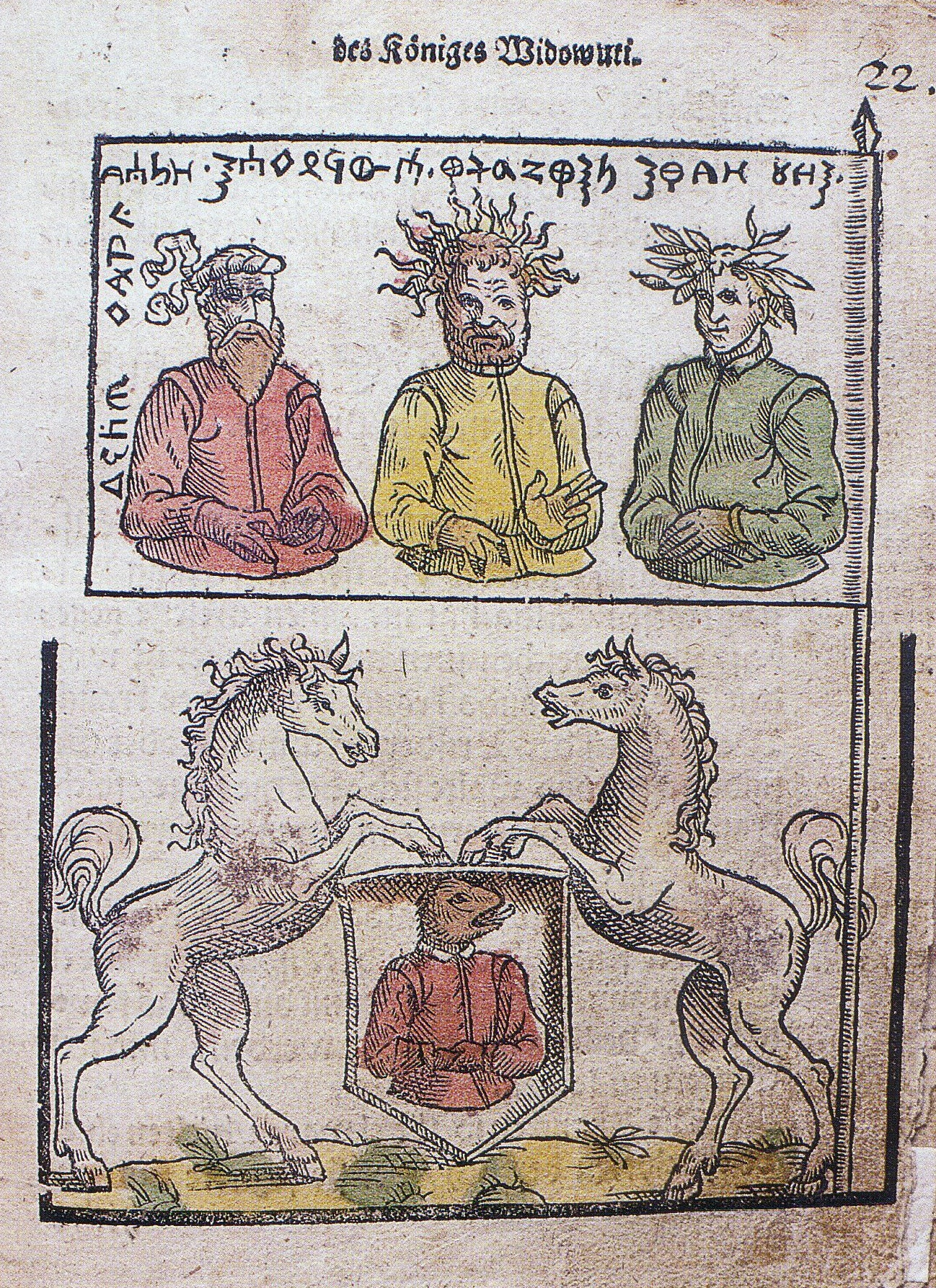
Banner und Wappen des Widowuto nach Simon Grunau. Das Wappen ist typisch für das 16. Jh., aber anachronistisch im Bezug auf die Zeit um 550, als Widowuto gelebt haben soll

Simon Grunau (* ca. 1470 in Tolkemit bei Elbing; † 1530 oder 1537) war ein Dominikaner in Danzig und alt-preußischer Historiograph.

## Leben
Grunau trat um 1470 in das Elbinger Dominikanerkloster ein und absolvierte 1480–1483 ein theologisches Studium in Padua. 1483–1502 wirkte er als Leiter des Elbinger Ordensstudiums, später als Lesemeister in Elbing. 1502 erfolgte der Wechsel nach Danzig, 1505 wurde er im dortigen Dominikanerkloster wiederum Lesemeister. 1514 nahm er am Provinzialkapitel in Łowicz teil und gehörte anschließend dem Konvent von Liegnitz an. 1517 scheint er nach Danzig zurückgekehrt sein, da er den Beginn der Arbeiten an seiner Chronik auf dieses Jahr datiert.
Er verfasste eine Cronika und beschreibung aller lüstlichen, nützlichsten und waren historien des namenkundigen landes Zu Prewssen in 24 Traktaten. Seine Chronik zeigt ihn als Gegner der Deutschordensherrschaft und Parteigänger der polnischen Krone, vor allem aber als eingeschworenen Feind der Reformation. Er fragte sich unter dem Eindruck der Ereignisse seiner Zeit nach dem Schicksal seines Landes und nach den Ursachen des vermeintlichen Verfalls. Dabei ging er nicht wählerisch vor, vermengte Bearbeitungen früherer Deutschordenschroniken und preußischer Landeschroniken mit erfundenen Urkunden und Rezessen und mischte immer wieder Anekdoten und moralische Erzählungen ein. Daher hat er sich fast uneingeschränkt den Zorn der Forschung zugezogen (zum Beispiel Max Toeppen). Wegen seines unbefangenen Umgangs mit historischen Quellen wird er häufig als „Lügenmönch aus Tolkemit“ bezeichnet.
Anscheinend hängt mit der Reformation ein Bruch zusammen, den man an mehreren Stellen in der Chronik beobachten kann. Auch die Einleitung wird um einen Ausfall erweitert, der die Turbulenzen der Reformation als Folge der teuflischen Politik der Hochmeister brandmarkt. Am deutlichsten wird dies in dem Summarium, das den Paragraphen 6 der Einleitung bildet und bis 1521 reicht. Der spätere Traktat XXIV erscheint hier noch mit der Nummer XXII; die Traktate XXII und XXIII, die die Reformation behandeln, sind also in den Text eingeschoben worden, ohne dass das Summarium korrigiert wurde. 1521 wird im Text der Chronik mehrfach als das aktuelle Jahr erwähnt (zum Beispiel XI,7 § 5: der Peterspfennig „noch heut gehet den Polen zu gutte im jare 1521“).
Diese erste Fassung endete mit dem Reiterkrieg, den Hochmeister Albrecht von Preußen 1519–1521 gegen Polen führte. Grunau nennt ihn den „Frankenkrieg“ nach Albrechts Herkunft aus Ansbach. Teile des Berichts über Reformationsereignisse sind in die landeskundlichen Kapitel über die preußischen Bistümer zu Beginn des Werkes eingeschoben. Die eigentliche Schilderung erscheint aber erst am Ende des Werkes, vor dem großen Abschlusstraktat über die Ursachen des Verfalls. Es entstehen so die neuen Traktate XXII und XXIII.

## Rezeption
Für die Kultur, Sprache und Religion der vom Deutschen Orden unterworfenen Pruzzen wird Grunau auch heute noch als Quelle herangezogen. Seine Fehler (etwa bei der Wiedergabe eines pruzzischen Vaterunser-Textes) scheinen eher auf schlechte Informanten denn auf bewusste Fehlinformation zurückzugehen.
Grunau ist nicht zuletzt deshalb interessant, weil er sich in seinem Prolog ausführlich über seine Quellen äußert; er zählt nicht bloß Titel auf, die er herangezogen haben will, sondern sagt etwas über ihre Zugänglichkeit. Er spricht davon, dass die meisten Chroniken verloren bzw. schwer auffindbar gewesen seien und dass er sich großen Mühen habe unterziehen müssen, sie aufzuspüren. Dies wird durch die groben und unsinnigen Fehler, die Toeppen und Max Perlbach ihm nachweisen konnten, nur gestützt.
Die erhaltenen Handschriften der Grunau’schen Chronik gehören alle dem späten 16. bzw. sogar dem 17. Jahrhundert an. Man hat so nicht einmal Gewissheit, ob Grunau wirklich beide Fassungen zu verantworten hat oder ob die späteren Einfügungen über die Reformationsgeschichte nicht von jemand anders stammen. Mehr Klarheit bringt die neueste Sichtung der Überlieferungslage.
Grunau wurde von Lucas David und Caspar Schütz und sogar noch Christoph Hartknoch als Quelle benutzt; erst Johannes Voigt wies ihn als unzuverlässig zurück.

## Werk (Kommentare)
- Simon Grunau’s preussische Chronik, hrsg. von M. Perlbach, R. Philippi und P. Wagner. Bd. 1–3, Leipzig 1876–1896. (Die preussischen Geschichtsschreiber des 16. und 17. Jahrhunderts 1–3; Band 1 in der Google-Buchsuche, Band 2, Band 3).
- Simon Grunau's Preussische Chronik, herausgegeben im Auftrag des Vereins für Geschichte Ost- und Westpreußens von M. Perlbach, R. Philippi und P. Wagner,  Duncker & Humblot, Leipzig 1889.